# Eine Seite des Wahnsinns
Eine Seite des Wahnsinns (jap. 狂った一頁, Kurutta ippēji, dt. „Eine verrückt gewordene Seite“) ist ein Stummfilm des japanischen Regisseurs Kinugasa Teinosuke, aus dem Jahr 1926. Der Film galt fast 50 Jahre lang als verschollen, bis er 1971 in Kinugasas Lagerhaus wiederentdeckt wurde.  Der Film ist das Produkt einer Avantgarde Gruppierung japanischer Künstler namens „Shinkankaku-ha“ (Stil der neuen Wahrnehmung), die anstrebte, die naturalistische Darstellung zu überwinden. Kawabata Yasunari, der 1968 den Nobelpreis für Literatur erhielt, wird im Vorspann als Autor der Geschichte angegeben. Er wird oft als Drehbuchautor des Films benannt und eine Version des Skripts ist Teil der Gesamtausgabe seiner Werke. Heute wird das Skript jedoch als Zusammenarbeit von Kawabata, Kinugasa, Sawada Banko, und Inuzuka Minoru angesehen.

## Handlung
Der Film spielt in einer psychiatrischen Anstalt. Obwohl er zu einem stetig verstörender werdenden Bildstrudel zusammengeschnitten ist, erzählt der Film unzusammenhängend die Geschichte des Hausmeisters der Anstalt, in der seine Frau als Patientin untergebracht ist. Eines Tages taucht ihre Tochter auf, um der Mutter von ihrer Verlobung zu berichten. Dies setzt eine Vielzahl von Handlungssträngen und Rückblenden in Gang, die sich nach und nach zur Familiengeschichte zusammenfügen, und so zum Beispiel erklären, warum die Mutter eingewiesen wurde und die Tochter nichts von der Hausmeistertätigkeit ihres Vaters weiß.

## Rezeption
Der Film kommt ohne Zwischentitel aus, was ihn für den heutigen Zuschauer schwerer nachvollziehbar macht. In der heute erhaltenen Filmkopie fehlt nahezu ein Drittel der Kinofassung von 1926. Im Japan der 1920er Jahre gehörte zu Filmaufführungen neben musikalischer Untermalung auch die begleitende Erzählung durch einen Benshi (弁士). Ein berühmter Vertreter der Benshi war Tokugawa Musei, der den Film im Musashinokan-Kino von Shinjuku in Tokio begleitete.